# Váralja
Váralja es un pueblo ubicado en el distrito de Bonyhád, en el condado de Tolna, Hungría.

## Superficie
Posee una superficie de 21,13 kilómetros cuadrados.

## Demografía
Hasta 2019 la población era de 817 habitantes, con una densidad de población de 38,67 habitantes por kilómetro cuadrado.